# Stegosaurus stenops
Stegosaurus stenops (gr. "lagarto con tejado de cara estrecha") es una especie y tipo del género extinto Stegosaurus , que vivió a finales del período Jurásico, hace aproximadamente 156 y 144 millones de años, entre el Kimmeridgiense y el Titoniense, en lo que hoy es América del Norte. Fue nombrado por Marsh en 1887, con el holotipo recogido por Marshall Felch en Garden Park, al norte de Cañon City, Colorado, en 1886.
Es la especie mejor conocida de Stegosaurus, principalmente porque sus restos incluyen al menos un esqueleto articulado completo. Tenía placas proporcionalmente grandes y anchas y placas de cola redondeadas. Los especímenes articulados muestran que las placas estaban dispuestas alternando en una doble fila escalonada. S. stenops se conoce a partir de al menos 50 esqueletos parciales de adultos y juveniles, un cráneo completo y cuatro cráneos parciales. Era más corto que otras especies, con 7 metros. Se ha encontrado en la Formación Morrison, Colorado, Wyoming y Utah.